# 前峰路 (岡山區)
前峰路（Qianfeng Rd.）為高雄市岡山區的東西向重要幹道，本道路經前峰地區，連結岡山市郊，編號市道186號。起端於前峰橋東端，前端跨越阿公店溪接本洲路往永安區。其中，市道186號轉中華路南下。末端止於阿公店路二段與仁壽路口。是岡山區與永安區兩地之間往來的重要道路。

## 行經行政區域
- 岡山區

## 沿線設施
（由西至東）
- 前洲橋
- 台灣中油前峰加油站
- 高28線巨輪路、河華路
- 前峰社區
- 7-Eleven仁峰門市
- 全家便利商店岡山大峰店
- 龍峰宮（大公路6號）
- 丹丹漢堡岡山店
- 7-Eleven利明門市
- 中華路
- 多那之Donutes岡山門市
- 仁壽路

## 公共自行車
- 高雄市公共自行車租賃系統：
  - 河華前峰路口：河華路111號(前人行道)